# اولغونلار (أديامان)
اولغونلار (بالكردية: Harun‏) (بالتركية: Olgunlar)‏ هي قرية كرديّة تتبع إداريّاً لمديرية أديامان في محافظة أديامان التركية الواقعة في جنوب شرق الأناضول. وبلغ عدد سكانها 209 نسمة في عام 2021.